# Wendy Cope
Wendy Cope (Erith, 21 luglio 1945) è una poetessa britannica.

## Biografia
Nata nel Kent, Wendy Cope studiò storia al St Hilda's College dell'Università di Oxford, per poi dedicarsi all'insegnamento nelle scuole primarie per quattordici anni.
Nel 1986 divenne critica televisiva per The Spectator, lavorando al giornale fino al 1990. È autrice di cinque raccolte poetiche: Making Cocoa for Kingsley Amis (1986), Serious Concerns (1992), If I Don't Know (2001), Family Values (2011) e Anecdotal Evidence (2018), tutte edite da Faber & Faber. Le sole prime due raccolte hanno venduto complessivamente oltre mezzo milione di copie. Nel 2007 è stata giudice del Man Booker Prize, mentre nel 2011 la British Library ha acquistato il suo archivio (incluse oltre quarantamila email).
Nel 2019 ha sposato Lachlan Mackinnon dopo diciannove anni di convivenza.

## Opere tradotte in italiano
- Guarire dall'amore, traduzione di M. P. Bartocci, Crocetti, 2012, ISBN 978-8883062230.